# Uranophora rabdonata
Uranophora rabdonata là một loài bướm đêm thuộc phân họ Arctiinae, họ Erebidae.